# Pocchimo
Pocchimo（ポッチモ）は、2014年に『JSだって!!いましかない!!』でメジャーデビューした3人組女性アイドルグループ。結成時はメンバー全員が小学生であった。
ユニット名の「Pocchimo」は、イタリア語で音楽用語でもある「ほんの少し」を意味するポキッシモ（pochissimo）からの造語。
2015年に入ってからグループとしての活動実績がなく、メンバーの他事務所移籍などで事実上の活動停止状態となり、2015年3月には公式ブログが削除された。

## メンバー
- Momo（石井萌々果）
- Mei（畑芽育）
- Maki（信太真妃）

## 出演

### テレビ
- めざましテレビ（2014年7月23日、フジテレビ系列）

### ネットテレビ
- ぽにきゃん!アイドル倶楽部（2014年6月9日・8月4日、ニコニコ生放送）

## ライブ・イベント
- ぽにきゃん!アイドル倶楽部 感謝祭（2014年5月10日、ディファ有明）[4]
- お台場新大陸〜地図にないキミだけの宝島〜（2014年7月25日、フジテレビ本社屋）
- ダンスステージ&ゲストモデルファッションショー（2014年8月12日、新宿京王百貨店）

## イベント
- 「JSだって!!いましかない!!」リリース記念イベント（2014年7月27日、東京・サンストリート亀戸）

## ディスコグラフィ

### シングル
| #                                                     | 発売日        | 作品名                   | 最高順位 | 最高順位 | 最高順位 | 認定 | アルバム |
| #                                                     | 発売日        | 作品名                   | オリコン | Hot 100  | RIAJ DL  | 認定 | アルバム |
| ----------------------------------------------------- | ------------- | ------------------------ | -------- | -------- | -------- | ---- | -------- |
| 1st                                                   | 2014年8月20日 | JSだって!!いましかない!! | -        | -        | -        |      |          |
| "-"はチャート圏外、チャート対象外の何れかを意味する。 |               |                          |          |          |          |      |          |